# Деревня проклятых (фильм, 1995)
«Деревня проклятых» (англ. Village of the Damned) — американский художественный фильм 1995 года, фантастический триллер режиссёра Джона Карпентера. Ремейк одноимённого английского фильма 1960 года. Обе ленты сняты по роману Джона Уиндема «Кукушата Мидвича». Главную роль исполнил Кристофер Рив.
Премьера фильма состоялась 28 апреля 1995 года. В России фильм также известен под названием «Проклятие деревни Мидвич». В 1996 году фильм был номинирован на премию «Золотая малина» в категории «Худший ремейк/сиквел».

## Сюжет
Американскую деревню Мидвич посещают инопланетяне. Под воздействием неизвестной формы жизни жители деревни внезапно впадают в нездоровый сон, который длится 6 часов. Просыпаются они под наблюдением доктора Сьюзан Вернер. В результате визита десять жительниц деревни беременеют, в том числе одна девственница, и женщины, мужья которых давно уехали из Мидвича. Доктор Вернер, чуя здесь благодатный материал для своей научной работы, уговаривает их всех за денежное вознаграждение сохранить беременность.
Ровно через девять месяцев, в один и тот же час рождаются дети, похожие друг на друга, напоминающие близнецов. Подросшие малыши отличаются от обычных детей своим бледным видом. У них у всех платиновые волосы и сверлящие глаза. Кроме того, они умнее своих сверстников и не проявляют никаких эмоций. Странные дети приносят жителям деревни одни несчастья и пугают даже собственных родителей. Сьюзан Вернер продолжает наблюдение за местным феноменом и выясняет, что дети умеют читать мысли и обладают чудовищными психическими способностями, в частности, очень сильным гипнотическим даром. В процессе взросления дети стали соединяться в пары.
Ввиду того, что светловолосые дети с необычными способностями стали представлять опасность для других учащихся школы, их объединяют в один учебный класс под руководством Алана, которого они уважали. Среди остальных детей выделялся мальчик по имени Дэвид, которого родила Джилл. В отличие от своих собратьев, Дэвид не имел своей пары, так как один ребёнок умер во время родов. Со временем Дэвид становился непохожим на своих собратьев. Он стал переживать, сочувствовать и проявлять другие эмоции и черты характера, присущие человеку. Доктор Вернер выстроила теорию, что такие дети могли родиться в результате внезапного эволюционного скачка, что не объясняет массовой потери сознания или массовых беременностей. Но потом она выясняет, что деревня Мидвич стала не единственным местом, где родились подобные дети. Такое рождение было зафиксировано по всей планете, и все дети родились в одно и то же время и на удалённом расстоянии друг от друга, и от других городов. Сьюзан приводит Алана в помещение, где демонстрирует доказательства своей новой теории, из которой видно, что эти дети имеют неземное происхождение.
После последнего происшествия в школе дети принимают решение поселиться в заброшенном амбаре за городом, а Алан должен снабжать их припасами. Сьюзан сообщает Алану, что другие города с такими детьми уничтожены вместе с не успевшими эвакуироваться жителями. Эти дети — единственные выжившие. Пришельцы собираются покидать Мидвич, потому что скоро достигнут определённой стадии, когда они смогут формировать новые колонии. Алан находит способ, как лишить их возможности читать чужие мысли и, взяв со склада взрывчатку, решает уничтожить амбар вместе с ними. На своё последнее занятие Алан приносит портфель, в котором находилась взрывчатка с часовым механизмом. Находясь в помещении, он успешно блокирует свои мысли, думая о кирпичной стене. Джилл пробирается в амбар, забирает Дэвида и вместе с ним благополучно выбирается наружу. Пришельцы в самый последний момент раскрывают замысел Алана, и он, пожертвовав собой, уничтожает амбар вместе с его обитателями. Джилл увозит Дэвида на машине с места событий.

## В ролях
- Кристофер Рив — доктор Алан Чаффи
- Кёрсти Элли — доктор Сьюзан Вернер
- Линда Козловски — Джилл Макгоуэн
- Майкл Паре — Фрэнк Макгоуэн
- Мередит Селенджер — Мелани Робертс
- Марк Хэмилл — преподобный Джордж
- Питер Джейсон — Бен Блум
- Констанс Форслунд — Келли Блум
- Карен Кан — Барбара Чаффи, жена Алана
- Пиппа Пиртри — Сара, жена Джорджа
- Джордж Флауэр — Карлтон
- Сквайр Фриделл — шериф
- Томас Деккер — Дэвид Макгоуэн
- Линдси Хоун — Мара Чаффи, предводительница
- Коди Доркин — Роберт
- Тришали Харди — Джули
- Джесси Куорри — Дороти
- Адам Робинс — Исаак
- Челси Дериддер Симмс — Мэтт
- Ренее Рене Симмс — Кейси
- Даниель Винер — Лили
- Джон Карпентер — камео